# Glaukom
Glaukom (jiným názvem také zelený zákal, latinsky Glaucoma) je oční onemocnění, při kterém dochází k progresivnímu ničení zrakového nervu, což vede k postupné ztrátě periferního vidění, a v konečném stádiu až k úplné ztrátě zraku. Příčinou je nejčastěji příliš vysoký nitrooční tlak nebo vrozená abnormalita zrakového nervu (exkavace, nedostatečné prokrvení), která zrakový nerv činí méně odolným vůči nitroočnímu tlaku. Tato varianta, kdy k poškozování zrakového nervu dochází i při normálním nitroočním tlaku, se nazývá normotenzní glaukom.

## Příčiny
Nejobvyklejší formou je glaukom s otevřeným úhlem, který je způsoben tím, že kanálky odvádějící nitrooční tekutinu z oka nejsou schopné ji odvádět dostatečně rychle. V případě normotenzního glaukomu, kdy odvod nitrooční tekutiny není narušený, je oproti tomu problém spíše ve špatném stavu zrakového nervu, který nezvládá odolávat ani běžnému nitroočnímu tlaku. Třetí a nejnebezpečnější je potom varianta glaukomu s uzavřeným úhlem. K té na rozdíl od dvou předchozích dochází akutně, v řádu hodin až dní. Je způsobená úplnou uzávěrou kanálků odvádějících nitrooční tekutinu, která tak vůbec nemůže odtékat. Nitrooční tlak tím pádem může během velmi krátké doby dosáhnout extrémních hodnot, při nichž může k poškození zrakového nervu dojít velmi rychle, i během hodin až dnů.

## Příznaky
Onemocnění začíná nenápadně. Zpočátku může být dokonce i zcela bezpříznakové. Proto je velmi důležité chodit na pravidelné oční kontroly. Jako první viditelný příznak se objevují malé tmavé skvrny nebo oblasti rozmazaného vidění nejčastěji v okraji zorného pole. Jak nemoc postupuje, tyto skvrny / oblasti se zvětšují a v zorném poli jich čím dál více přibývá. Jak je glaukom už rozvinutější, tyto černé skvrny / rozmazané oblasti se začínají spojovat dohromady a tvořit už poměrně rozsáhlou oblast v zorném poli. V těžkém stádiu už bývá periferní vidění narušené ze všech stran a jedinou oblastí, kde zůstává zrak nenarušen, je střed zorného pole. Tedy přesně to místo, na které čtenář dívá právě teď při čtení tohoto textu. S postupem nemoci však začíná být zasaženo i toto místo. I centrum zorného pole se stává tmavým a rozmazaným, až je člověk schopen nakonec rozlišovat jen tmu a světlo, ale už ne jakékoliv objekty před sebou. Konečným stádiem je pak úplná slepota.

## Diagnostika
Jako základní vyšetření ke zjištění glaukomu se používá perimetr, kterým se zjišťují případné výpadky zorného pole. Pro ještě přesnější sledování rizika nebo případného vývoje nemoci se používají vyšetření OCT a OCT/A. Ta jsou schopna velice podrobně zjistit stav zrakového nervu a porovnávat jeho stav i v průběhu let, tudíž mohou odhalit i ty nejmenší změny a náznaky nemoci. K vyšetření patří samozřejmě také měření nitroočního tlaku. To nezjišťuje samotný glaukom, ale může říct, jak velké je jeho riziko nebo jak úspěšná je případná léčba. Velice podstatným faktorem je u glaukomu i genetika a rodinná anamnéza.

## Léčba
Jako první varianta se v léčbě glaukomu používají oční kapky na snížení nitroočního tlaku. Ty se rozlišují do dvou kategorií: prostagladiny a betablokátory; přitom každá z nich funguje zcela odlišným způsobem. Prostagladiny usnadňují odtok nitrooční tekutiny, zatímco betablokátory snižují přímo produkci samotné nitrooční tekutiny. Bohužel obě varianty mají množství nežádoucích účinků. Prostagladiny způsobují již během několika měsíců užívání výraznou a hlavně trvalou (nevratnou) změnu barvy očí (duhovky), a betablokátory zase výrazně snižují krevní tlak a tepovou frekvenci. U běžného glaukomu lékaří většinou dávají přednost použití prostagladinů, zatímco u normotenzního glaukomu jsou mnohem účinnější betablokátory.
Pokud ovšem oční kapky nemají dostatečný účinek, nebo je pacient vzhledem k nežádoucím účinkům není schopen tolerovat, přistupuje se k zákroku – tzv. selektivní laserové trabekuloplastice, která má usnadnit odtok nitrooční tekutiny. Pokud ani to není dostačující, je nutno přistoupit k operaci, kdy se do oka zavede implantát umožňující přímo volný odtok nitrooční tekutiny, nebo je zničena přímo oblast oka produkující nitrooční tekutinu.
Trochu jiná léčba se používá při glaukomu s uzavřeným úhlem. Ten se léčí zákrokem, který umožní co nejrychlejší rychlý odtok nitrooční tekutiny nastřádané v oku. Typicky se používá laserová iridotomie.

## Prognóza
Jak bude účinná léčba a jak se bude nemoc vyvíjet nelze dopředu úplně určit, u každého pacienta je to jiné. U někoho může být zhoršování pomalé, v řádu desítek let, zatímco u jiného dochází ke zhoršování rychle. To platí zejména pokud se léčba zahajuje až v pozdním stádiu. Podle statistik – pokud je glaukom řádné léčen, je riziko slepoty na minimálně jednom oku za dvacet let od stanovení diagnózy 15–20 %. Bez léčby je progrese rychlejší a ke ztrátě zraku může dojít už za 10–15 let.
Největší problém glaukomu je v tom, že jakékoliv poškození zraku, ke kterému již v jeho důsledku došlo, je trvalé a nelze ho napravit. Proto je nesmírně důležité zahájit léčbu včas.